# Центральный контрагент
Центральный контрагент (ЦК; англ. central counterparty) — инфраструктурная организация финансового рынка, которая берет на себя кредитный риск контрагента, то есть риск невыполнения обязательства участника финансового рынка по поставке денег или финансового актива. Центральный контрагент выступает посредником между сторонами по сделке: продавцом для покупателя и, наоборот, покупателем для продавца, которые заменяют свои договорные отношения друг с другом аналогичными договорными обязательствами с центральным контрагентом.

## Юридическое определение
Центральный контрагент в российском законодательстве представляет собой юридическое лицо, которое является одной из сторон заключаемых договоров, обязательства из которых подлежат включению в клиринговый пул, имеет лицензию небанковской кредитной организации и лицензию на осуществление клиринговой деятельности, и которому присвоен статус центрального контрагента в соответствии с федеральным законом от 07.02.2011 № 7-ФЗ «О клиринге, клиринговой деятельности и центральном контрагенте».

## Характеристики
Центральный контрагент:
- выступает контрагентом по договорам для всех остальных контрагентов, которые опосредовано через него заключают сделки друг с другом (в противоположность двухсторонней торговле),
- оказывает клиринговые услуги,
- действует в соответствии с правилами клиринга, то есть документами, содержащими условия договора об оказании клиринговых услуг и требования к участникам клиринга,
- формирует клиринговый пул, то есть совокупность обязательств, допущенных к клирингу и подлежащих полностью прекращению зачетом и другим способом в соответствии с правилами клиринга,
- осуществляет неттинг, то есть полное или частичное прекращение обязательств, допущенных к клирингу, зачетом и (или) другим способом, установленным правилами клиринга.

## История
Некоторые исследователи сходятся во мнении, что родиной центрального контрагента является Великобритания. В 1888 году возник Лондонский клиринговый дом (LCH), который взял на себя роль центрального контрагента по сделкам на Лондонской фондовой бирже. Однако большое число экспертов сходятся во мнении, что централизованная система управления рисками клиринга возникла впервые на Чикагской бирже фьючерсов и опционов (Chicago Board of Trade, CBOT). К 1873 году руководство СВОТ пришло к пониманию важности оценки платежеспособности своих членов, в результате чего была принята резолюция, согласно которой любой член биржи, платежеспособность которого вызывала сомнения, должен был предоставить свои финансовые счета для проверки, в противном случае такой член мог быть исключен. В то же время биржа установила требования в отношении внесения первоначального и дополнительного обеспечения по сделкам, заключаемым на бирже, и ввела временные рамки для его внесения. Следующим шагом на пути улучшения управления рисками стало создание СВОТ клирингового дома в 1883 г. Однако в случае неисполнения членом биржи своих обязательств клиринговый дом не брал на себя ответственности за возмещение убытков свыше суммы гарантийного депозита, внесенного дефолтером.
В Европе центральные контрагенты возникли позже. Один из крупнейших участников этого рынка LCH Clearnet стал полноценным центральным контрагентом лишь в 2004 году. До слияния London Clearing House (LCH) и Clearnet представляли собой обычные клиринговые дома, проводившие клиринг по сделкам со срочными инструментами. LCH начал функционировать в 1888 году в качестве клирингового дома по товарным контрактам в Лондоне. Clearnet начал работать на товарном рынке в Париже, но позже, в 1969 году. В настоящее время LCH Clearnet является крупнейшим центральным контрагентом в мире и осуществляет свои функции на множестве биржевых и внебиржевых рынков Европы.

## Экономическое обоснование
Центральный контрагент препятствует возникновению последовательной череды дефолтов на финансовых рынках. В качестве альтернативы участники рынка могут осуществлять сделки на двусторонней основе на внебиржевом рынке. Однако при возникновении дефолта нецентрализованный клиринг без участия центрального контрагента может значительно растянуться во времени и создать предпосылки для кризиса доверия. Удачный опыт центральных контрагентов в период глобального финансового кризиса 2008-09 гг. побудил органы регулирования продвигать институт центрального контрагента и обязательный централизованный клиринг внебиржевых деривативов как основное средство минимизации системного риска.
Таким образом, центральный контрагент препятствует сворачиванию денежного рынка и рынка деривативов в случае дефолтов на финансовых рынках. Стимулом для централизации и безрисковой торговли является также введение режима торговли T+2 и особые пруденциальные требования для банков при торговле через центрального контрагента.

## Риск-менеджмент
Система риск-менеджмента центрального контрагента должна отвечать двум общим требованиям:
- центральный контрагент должен располагать достаточным объёмом совокупных финансовых ресурсов для выполнения обязательств перед участниками клиринга, чтобы самому не превратиться в источник системного риска,
- политика центрального контрагента по управлению кредитным риском контрагента должна иметь минимальные искажающие эффекты на рынке, включая ограничение «сетевого эффекта», снижение процикличности и обеспечение непрерывности выполнения критических функций.

Глобальные стандарты для инфраструктурных организаций требуют, чтобы центральные контрагенты разработали и применяли правила и процедуры ликвидации последствий невыполнения обязательств участников клиринга. Предопределенные правила и процедуры должны позволить центральному контрагенту продолжать выполнять свои функции в случае неисполнения обязательств каким‑либо участником. Кроме того, правила и процедуры должны определять порядок использования и пополнения ресурсов после дефолта участника клиринга.
Для управления кредитным риском контрагента центральные контрагенты придерживаются предопределенной очередности использования финансовых ресурсов или активов, которая получила название «каскад» (default waterfall). Каскад описывает последовательность уровней защиты, за счет которых центральный контрагент погашает потери от дефолта участников клиринга. Прохождение всех уровней защиты, то есть израсходование всех ресурсов, доступных центральному контрагенту, носит название «конец каскада» (end of the waterfall). Стандартная последовательность уровней защиты включает в себя использование:
- средств индивидуального клирингового обеспечения (первоначальное гарантийное обеспечение или первоначальная маржа) участника, не исполнившего свои обязательства;
- взноса недобросовестного участника в коллективный гарантийный фонд;
- некоторой части собственных средств центрального контрагента;
- средств коллективного гарантийного фонда, внесенные добросовестными участниками;
- дополнительных взносов в коллективный фонд добросовестных участников клиринга.

## Центральные контрагенты в развивающихся экономиках
В течение 2000-х гг. при участии денежных властей были созданы центральные контрагенты в Бразилии (BM&F Bovespa), Венгрии (KELER CCP), Индии (Indian Clearing Corp), Индонезии (Kliring Penjaminan Efek Indonesia), Колумбии (Cámara deRiesgo Central de Contraparte de Colombia), Мексике (Grupo BMV), Польше (KDPW_CCP), России (Национальный клиринговый центр), Тайване (Taipei Exchange), Таиланде (Thailand Clearing House), Турции (Takasbank), Чили (ComDer Contraparte Central) и Южной Корее (Korea Exchange).
Таблица. Крупнейшие центральные контрагенты в развивающихся экономиках по состоянию на 2016 год.
| Страна      | Центральный контрагент                      | Год запуска | Собственник            | Число участников клиринга |
| ----------- | ------------------------------------------- | ----------- | ---------------------- | ------------------------- |
| Бразилия    | BM&F Bovespa                                | 2008        | Биржа                  | 70                        |
| Индия       | Clearing Corporation of India               | 2001        | Банки и брокеры        | 269                       |
| Индия       | National Securities Clearing Corp           | 1995        | Биржа                  | 1235                      |
| Индия       | Indian Clearing Corp                        | 2007        | Банки и биржа          | 1381                      |
| Индия       | MCX Stock Exchange                          | 2008        | Биржа                  | 573                       |
| Мексика     | Contraparte Central de Valores de México    | 2004        | Биржа                  | 31                        |
| Мексика     | Mexican Derivatives Exchange Clearing House | 1998        | Биржа и брокеры        | 7                         |
| Россия      | Национальный клиринговый центр              | 2006        | Биржа                  | 573                       |
| Турция      | Takasbank                                   | 2013        | Биржа, банки и брокеры | 118                       |
| Южная Корея | Korea Exchange                              | 2014        | Брокеры                | 97                        |

### Центральный контрагент в России

Ведущий центральный контрагент в России и один из крупнейших в Европе, «Национальный клиринговый центр», входит в состав группы биржевого холдинга «Московская биржа».

В России начало институту центрального контрагента было положено в 2007 году с создания ЗАО АКБ «Национальный Клиринговый Центр» (НКЦ) и проведения клиринга на валютном рынке. В 2008 году клиринг был распространен на рынок РЕПО, а год спустя — на срочный и фондовый рынки.
На 2017 год в России действует три центральных контрагента:
- НКЦ, дочерняя кредитная организация Группы «Московская Биржа»,
- СБП Клиринг (бывший Клиринговый центр МФБ), осуществляет клиринговое обслуживание Санкт-Петербургской биржи.
- Расчетно-депозитарная компания, осуществляющая клиринг на Санкт-Петербургской Международной Товарно-сырьевой Бирже.